# Stanislav Kerman
Stanislav Kerman, slovenski hokejist na travi, trener, sodnik in organizator, * 2. maj 1950, Lipovci. 
Eno izmed ključnih imen za razvoj hokeja v Lipovcih. Bil je dolgoletni igralec, trener in predsednik HK Lipovci, igral je tudi za HK Pomurje, v času služenja vojaškega roka pa tudi za HK Partizan Gaberje iz Celja.

## Igralska kariera
S hokejem na travi se je začel ukvarjati leta 1964 v Beltincih. Ko so v rodnih Lipovcih, leta 1965 v ustanovili hokejski klub, se je priključil že na samem začetku. Začel je v mladinski ekipi in se kot talentiran igralec kmalu prebil tudi v člansko ekipo. Kot član mladinske ekipe se je dvakrat veselil naslova mladinskih prvakov Jugoslavije. Leta 1972 je tako kot večina najboljših lipovskih hokejistov, v prvi zvezni ligi Jugoslavije zaigral za HK Pomurje. Za HK Pomurje je nato na dvojno licenco igral do leta 1991 in bil v sedemdesetih in osemdesetih letih dvajsetega stoletja, prisoten pri večini uspehov tega kluba. S HK Pomurje je osvojil 10 naslovov slovenskega republiškega prvaka, 14 republiških naslovov pokalnih zmagovalcev Slovenije in bil 5 krat republiški prvak v dvoranskem hokeju. Leta 1973 je s HK Partizan Gaberje iz Celja, za katerega je igral v času služenja vojaškega roka, osvojil pokal Slovenije ter končal na desetem mestu v jugoslovanski zvezni ligi. Dobre igre so ga pripeljale tudi v slovensko reprezentanco, katera je takrat nastopala na tradicionalnih turnirjih bratstva in enotnosti. Izbran pa je bil tudi v ožji izbor igralcev članske jugoslovanske reprezentance, ki je sodelovala na evropskem prvenstvu leta 1974 v Madridu. Žal se je zaradi finančnega nesodelovanja delodajalca sodelovanju odpovedal.
Po osamosvojitvi Slovenije se je vrnil v matični klub in tam igral do konca sezone 1995/1996 in v tem času osvojil štiri naslove državnega prvaka in en pokalni naslov. Sezono 1996/1997 je odigral za drugo ekipo HK Lipovci - Pinkavo, ter se po tej sezoni pri sedeminštiridesetih letih dokončno upokojil. Klub uradni upokojitvi, je kot dobro pripravljen športnik, tudi po petdesetem letu občasno odigral kakšno prijateljsko tekmo za člansko ekipo. 
V svoji bogati igralski karieri je skupaj odigral prek tisoč tekem, kar je izredno težko dosegljiva številka za slovenske hokejiste na travi.

## Trenerska kariera
Vsa leta igranja je veljal za taktično zelo dobro podkovanega igralca. Zaradi tega in zaradi izkušenj, ki si jih je nabral je imel mnogokrat pomembno vlogo pri vodenju ekip v katerih je igral. Leta 1991, ob ustanovitvi ZHNTS, je bil tako tudi imenovan za vodjo strokovnega sveta. Prvo uradno trenersko mesto pa je zasedel v sezoni 1999/2000, ko je postal trener HK Lek Lipovci. Vlogo trenerja je opravljal do konca sezone 2001/2002 in v tem času osvojil en naslov državnega prvaka, tri naslove pokalnega zmagovalca in en naslov dvoranskega prvaka.  

## Sodniška kariera
Vzporedno z igranjem se je udejstvoval tudi kot hokejski sodnik. Sodil je na vseh nivojih, od jugoslovanskega zveznega nivoja, pa vse do pionirskih tekem za prvenstvo Pomurja. Po osamosvojitvi Slovenije je bil sodnik v slovenskem prvenstvu tako na prostem, kot tudi dvorani. Leta 1997 v Stockholmu in leta 1999 na Dunaju je bil sodnik na evropskem klubskem prvenstvu skupine C. Veliko tekem pa je odsodil tudi v Srednjeevropski Interligi.       

## Ostalo
Že zelo kmalu je v klubu in na ZHNTS prevzemal različne funkcije in tudi na ta način ogromno pripomogel k razvoju kluba in slovenskega hokeja na travi. Za najpomembnejšo funkcijo se gotovo šteje mesto predsednika HK Lipovci od leta 2003 do 2010. V tem obdobju je klub dosegal številne vrhunske mednarodne rezultate, bil dvakrat proglašen za športni kolektiv Pomurja, na tekmah v Sloveniji pa veljal za nepremagljivega. Od leta 2010 ostaja v klubu in sicer na mestu podpredsednika.